# Euroleague Final Four MVP
È il premio conferito dalla Euroleague Basketball al miglior giocatore delle Final Four.

## Vincitori

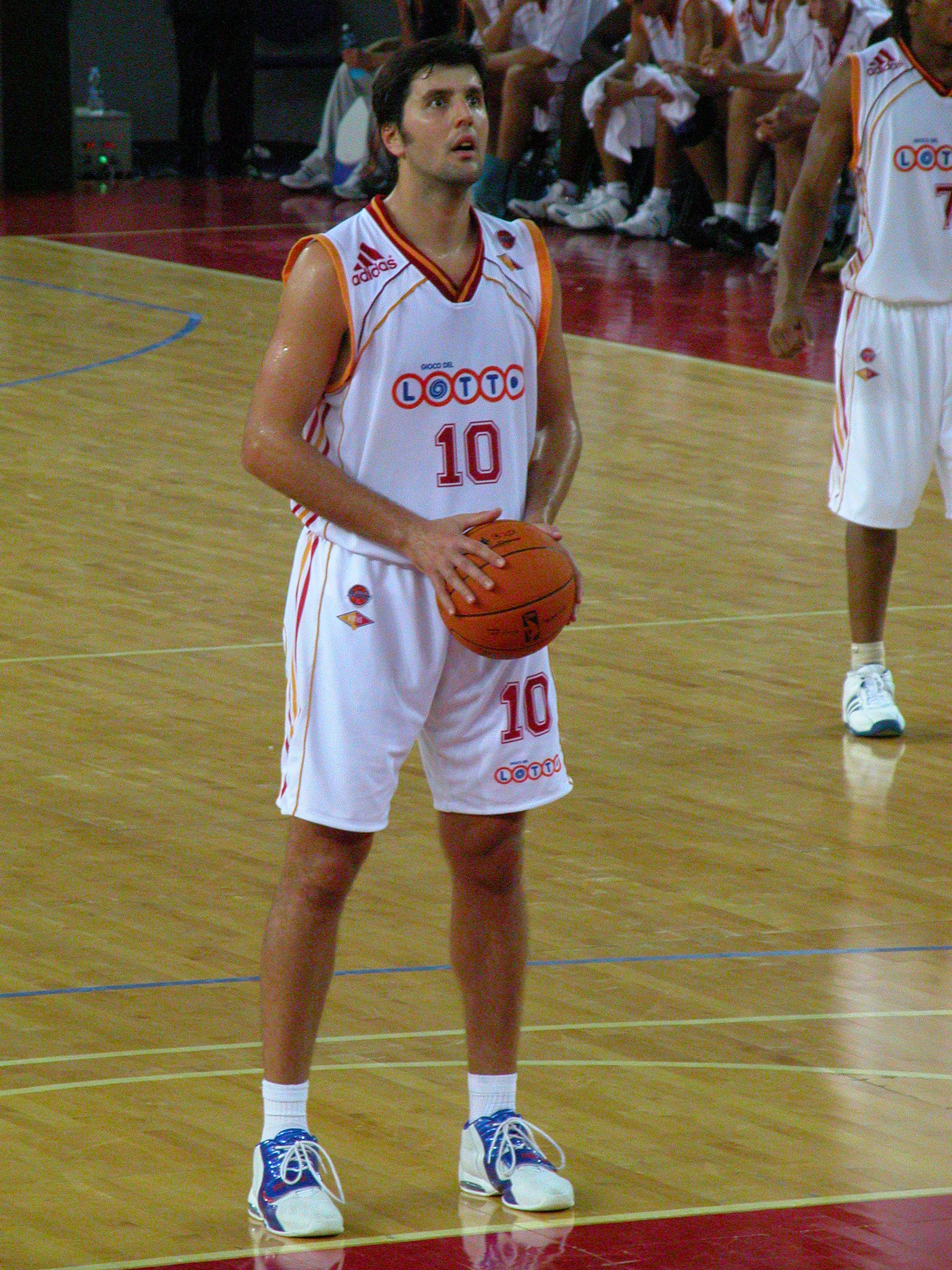
Dejan Bodiroga, due volte vincitore del premio.

| Stagione               | Nazionalità   | Giocatore                | Squadra                |
| ---------------------- | ------------- | ------------------------ | ---------------------- |
| 1987-1988              | Stati Uniti   | Bob McAdoo               | Tracer Milano          |
| 1988-1989              | Jugoslavia    | Dino Rađa                | Jugoplastika           |
| 1989-1990              | Jugoslavia    | Toni Kukoč               | Jugoplastika           |
| 1990-1991              | Jugoslavia    | Toni Kukoč (2)           | POP 84                 |
| 1991-1992              | Jugoslavia    | Predrag Danilović        | Partizan               |
| 1992-1993              | Croazia       | Toni Kukoč (3)           | Benetton Treviso       |
| 1993-1994              | Jugoslavia    | Žarko Paspalj            | Olympiacos             |
| 1994-1995              | Lituania      | Arvydas Sabonis          | Real Madrid Teka       |
| 1995-1996              | Stati Uniti   | Dominique Wilkins        | Panathinaikos          |
| 1996-1997              | Stati Uniti   | David Rivers             | Olympiacos             |
| 1997-1998              | Jugoslavia    | Zoran Savić              | Kinder Bologna         |
| 1998-1999              | Stati Uniti   | Tyus Edney               | Žalgiris               |
| 1999-2000              | Jugoslavia    | Željko Rebrača           | Panathinaikos          |
| 2000-2001† Suproleague | Slovenia      | Arriel McDonald          | Maccabi Elite Tel Aviv |
| 2000-2001              | Argentina     | Emanuel Ginóbili         | Virtus Bologna         |
| 2001-2002              | Jugoslavia    | Dejan Bodiroga           | Panathīnaïkos          |
| 2002-2003              | Jugoslavia    | Dejan Bodiroga (2)       | Barcellona             |
| 2003-2004              | Stati Uniti   | Anthony Parker           | Maccabi Tel Aviv       |
| 2004-2005              | Lituania      | Šarūnas Jasikevičius     | Maccabi Tel Aviv       |
| 2005-2006              | Grecia        | Theodōros Papaloukas     | CSKA Mosca             |
| 2006-2007              | Grecia        | Dīmītrīs Diamantidīs     | Panathīnaïkos          |
| 2007-2008              | Stati Uniti   | Trajan Langdon           | CSKA Mosca             |
| 2008-2009              | Grecia        | Vasilīs Spanoulīs        | Panathīnaïkos          |
| 2009-2010              | Spagna        | Juan Carlos Navarro      | Barcellona             |
| 2010-2011              | Grecia        | Dīmītrīs Diamantidīs (2) | Panathīnaïkos          |
| 2011-2012              | Grecia        | Vasilīs Spanoulīs (2)    | Olympiakos             |
| 2012-2013              | Grecia        | Vasilīs Spanoulīs (3)    | Olympiakos             |
| 2013-2014              | Montenegro    | Tyrese Rice              | Maccabi Tel Aviv       |
| 2014-2015              | Argentina     | Andrés Nocioni           | Real Madrid            |
| 2015-2016              | Francia       | Nando de Colo            | CSKA Mosca             |
| 2016-2017              | Nigeria       | Ekpe Udoh                | Fenerbahçe             |
| 2017-2018              | Slovenia      | Luka Dončić              | Real Madrid            |
| 2018-2019              | Stati Uniti   | Will Clyburn             | CSKA Mosca             |
| 2019-2020              | non conferito | non conferito            | non conferito          |
| 2020-2021              | Serbia        | Vasilije Micić           | Anadolu Efes           |
| 2021-2022              | Serbia        | Vasilije Micić (2)       | Anadolu Efes           |
| 2022-2023              | Capo Verde    | Walter Tavares           | Real Madrid            |
| 2023-2024              | Grecia        | Kōstas Sloukas           | Panathīnaïkos          |
| 2024-2025              | Stati Uniti   | Nigel Hayes-Davis        | Fenerbahçe             |

## Plurivincitori
| Giocatore            | Nazionalità        | Numero di titoli |
| -------------------- | ------------------ | ---------------- |
| Toni Kukoč           | Jugoslavia Croazia | 3                |
| Vasilīs Spanoulīs    | Grecia             | 3                |
| Dejan Bodiroga       | Jugoslavia         | 2                |
| Dīmītrīs Diamantidīs | Grecia             | 2                |
| Vasilije Micić       | Serbia             | 2                |